# マイク・ピアッツァ
- マイク・ピアザ
- マイク・ピアーザ
- マイク・ピアッツア

マイケル・ジョセフ・ピアッツァ（Michael Joseph Piazza、1968年9月4日 - ）は、アメリカ合衆国ペンシルベニア州ノリスタウン出身の元プロ野球選手（捕手・内野手）。右投右打。
イタリア系アメリカ人である。Piazzaの発音は[piːˈɑːtsə]だが、日本語表記は「ピアッツァ」のほか、マスコミによっては「ピアザ」「ピアーザ」「ピアッツア」と表記されることもある。

## 経歴

### プロ入り前
父方の曾祖父は南イタリア・シチリアからの移民で、父はスロバキア系の血も引き、不動産業や中古車販売で家族を養っていたが、一発を当てて億万長者となった。また、父はトミー・ラソーダと親友で、マイクは、1977年のロサンゼルス・ドジャースがリーグ優勝決定の試合後、シャンパンファイトの輪に入れてもらうことができた。
両親は広大な土地を購入し、打撃練習場を作った。その打撃練習場の打撃マシンはプロが使う高性能なもので、マイクはこのマシンで練習をした。マイクは練習をしたくてたまらず、兄弟からは「ヤツはまるで打撃練習場に住んでいるかのようだ。朝昼晩、いつもあそこにいる」と半ば驚き、半ば呆れ果てていた。
一番好きなポジションは投手で一番嫌いなポジションは捕手だった。リトルリーグ時代は監督から足が遅いことを理由に捕手を薦められるも、捕手は嫌なため、カーブを習得し投手に転向した。進学したフェニックスビル・エリア高校では捕手が不足しており、肩が強いことを理由に監督からは捕手をやってみないかと誘われた際は、投手としての限界を自覚していたが、やはり捕手は好きになれず、打撃に集中したいため一塁手をやりたいと、翌日監督に伝えた。
高校では打率6割を記録するも無名校のためどこからもドラフトで指名されず、マイアミ大学へ進学するも出場機会に恵まれず、試合に出場したいため、マイアミ・デード大学へ転校。スカウトからの誘いがなかったが、ラソーダはマイクがかつてバットボーイの空いた時間にドジャースの投手相手にした打撃が忘れることができなかった。

### プロ入りとドジャース時代
1988年のドラフトでドジャースから62巡目（この年に1433人指名され1,389番目）に指名された。これは父がラソーダの知り合いであったことからなるラソーダの意向によるお遊び指名というのが通説である。球団から電話がかかってきたのは指名から2か月後で、契約金は15,000ドル、捕手として入団。ラソーダは間もなくドジャース史上最も攻撃的捕手の一人になるだろうと評した。捕手をやるのはリトル・リーグ以来で、「ラソーダのペット」という陰口に耐え、捕手について学んだ。
1992年には開幕をAA級で迎え、6月にはAAA級アルバカーキ・デュークスへ昇格。9月1日にメジャーデビューを果たした。
1993年春にチームはマイク・ソーシアを解雇したため、「ラソーダのペット」の声が高まった。迎えた1993年のレギュラーシーズンは149試合に出場し、打率.318・35本塁打・112打点を記録した。MLBオールスターゲームに選出され、新人王を満票で受賞した。球団と3年総額420万ドルで契約延長した。
1994年はチームが首位でマイクも5月に初の月間MVPを受賞するなど好調を維持していたが、8月11日にストライキによりシーズンを終えた。ストライキは短期で解決すると聞かされていたが長引いて、プレーオフが行われず、失意に打ちのめされた。翌1995年の開幕も危ぶまれたが、選手会側がストライキを解除。この年トニー・グウィンに次ぐリーグ2位の打率.346を記録し、球団がロサンゼルス移転後の球団タイ記録となった。チームは7年ぶりにプレーオフへ進出したが、シンシナティ・レッズとのディビジョンシリーズでは1勝もできずに終わった。MLB史上最も攻撃力に溢れた捕手と称賛された。
1996年、フィラデルフィアで開催されたオールスターゲームではレフト二階席へ本塁打を打ち、ナリーグを勝利へ導きMVPに選出された。レギュラーシーズンは打率.336・36本塁打・105打点を記録し、MVPの投票ではケン・カミニティに次ぐ票を集めた。ワイルドカードで前年に続きプレーオフ進出もアトランタ・ブレーブスに1勝もできずに敗退。
1997年は打率.362・40本塁打・124打点を記録し、捕手として史上3人目となるシーズン40本塁打を記録するなど自己最高のシーズンとなった。シーズン終了後にFA権を取得するため1998年開幕直後に球団は6年総額7,500万ドルで契約延長のオファーを出したがこれを拒否。7年総額1億ドルを主張した。

### マーリンズ時代

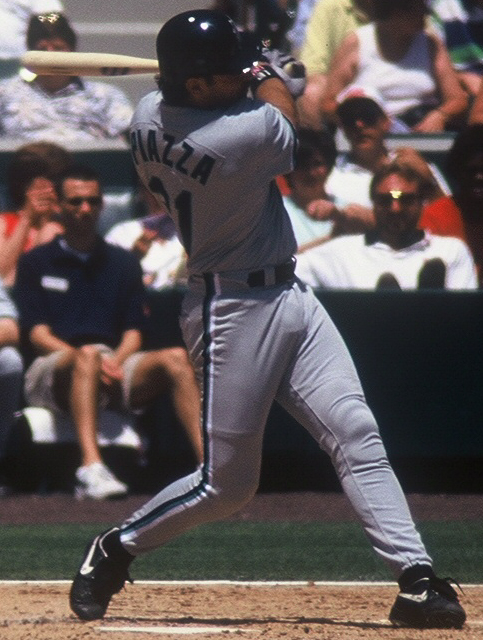
マーリンズ時代（1998年）

1998年5月14日にトッド・ジールと共に2対5のトレードでフロリダ・マーリンズへ移籍。
マーリンズは前年のワールドチャンピオンの後に年俸削減を行っていた。

### メッツ時代
1998年5月22日に1対3のトレードでニューヨーク・メッツへ移籍。移籍後7月22日までに46試合に出場し、打率.333を記録するも打点は20で、本塁打は7と大きく期待を裏切り、結果をすぐに求めるニューヨークのファンからブーイングの対象となった。しかし、8月以降に14本塁打・52打点を記録し、打率は.350を上回った。シーズン終了後の11月26日に7年総額9,100万ドルで契約延長した。
1999年は2年ぶりに本塁打を40の大台に乗せ、球団タイ記録となる24試合連続安打を記録した。
2000年7月のサブウェイシリーズのニューヨーク・メッツ対ニューヨーク・ヤンキース戦で、ヤンキースのロジャー・クレメンス投手と対戦した際、ピアッツァはクレメンスによって、頭部直撃の死球を受け、脳震盪を起こし、「ロジャーに対しての尊敬を失った」と語った。同年のワールドシリーズでこの死球がサブウェイ・シリーズを盛り上げるための一つの象徴になっていた。シリーズ第2戦、クレメンスとピアッツァは再び対戦し、クレメンスの投球によってピアッツァのバットが折れた。この際、クレメンスはピアッツァに対して折れたバットを投げつけるという前代未聞の事件を起こし、2日後にクレメンスは「故意ではないが、危険な行為」と見なされ、罰金5万ドルを払った。
2001年9月11日に発生したアメリカ同時多発テロ事件の影響で、同年の試合は一定期間の中止を余儀なくされていたが、再開された同月21日、本拠地にブレーブスを迎えた一戦で、8回裏に特大の逆転2ランを放つ。この一打は、ニューヨーカーはもちろん全米の人々を強く勇気付けたものとして著名。なおこの際に着用していたユニフォームは、ナショナル・セプテンバー11メモリアル&ミュージアムのロビーに展示されている。
2003年は怪我に泣かされ、メジャーデビューした1992年以降最少の68試合の出場に終わる。ピアッツァが不在の間は、堅守のベテラン捕手バンス・ウィルソンと巧打の若手捕手ジェイソン・フィリップスの併用で穴を埋めた。シェイ・スタジアム最終戦では、ドジャース時代の1993年7月26日以来となる一塁守備に就いている。
2004年はフィリップスの台頭もあり、捕手兼一塁手として起用となり、一塁手として68試合、捕手として50試合に出場。主に捕手ではフィリップスと、一塁ではオフにFAで加入したトッド・ジールとのツープラトン起用だった。5月2日には通算352本塁打を打ち、捕手としての記録でカールトン・フィスクを凌ぎ歴代1位となった。

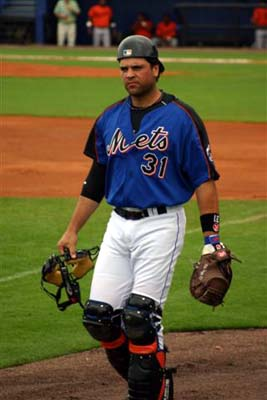
メッツ時代(2004年)

元々拙守・弱肩の捕手として知られているが（大学時代は一塁手であった）、2003年以降は年齢による身体能力低下に歯止めがかからず、代打、もしくは一塁手として用いられるようになる。
7年契約を満了しFAとなった。

### パドレス時代
2006年1月26日にサンディエゴ・パドレスと1年契約で合意した。開幕前の3月には第1回WBCのイタリア代表に選出された。同大会では日本プロ野球のロッテに所属していたヴァル・パスクチと共にクリーンアップを組んだ。

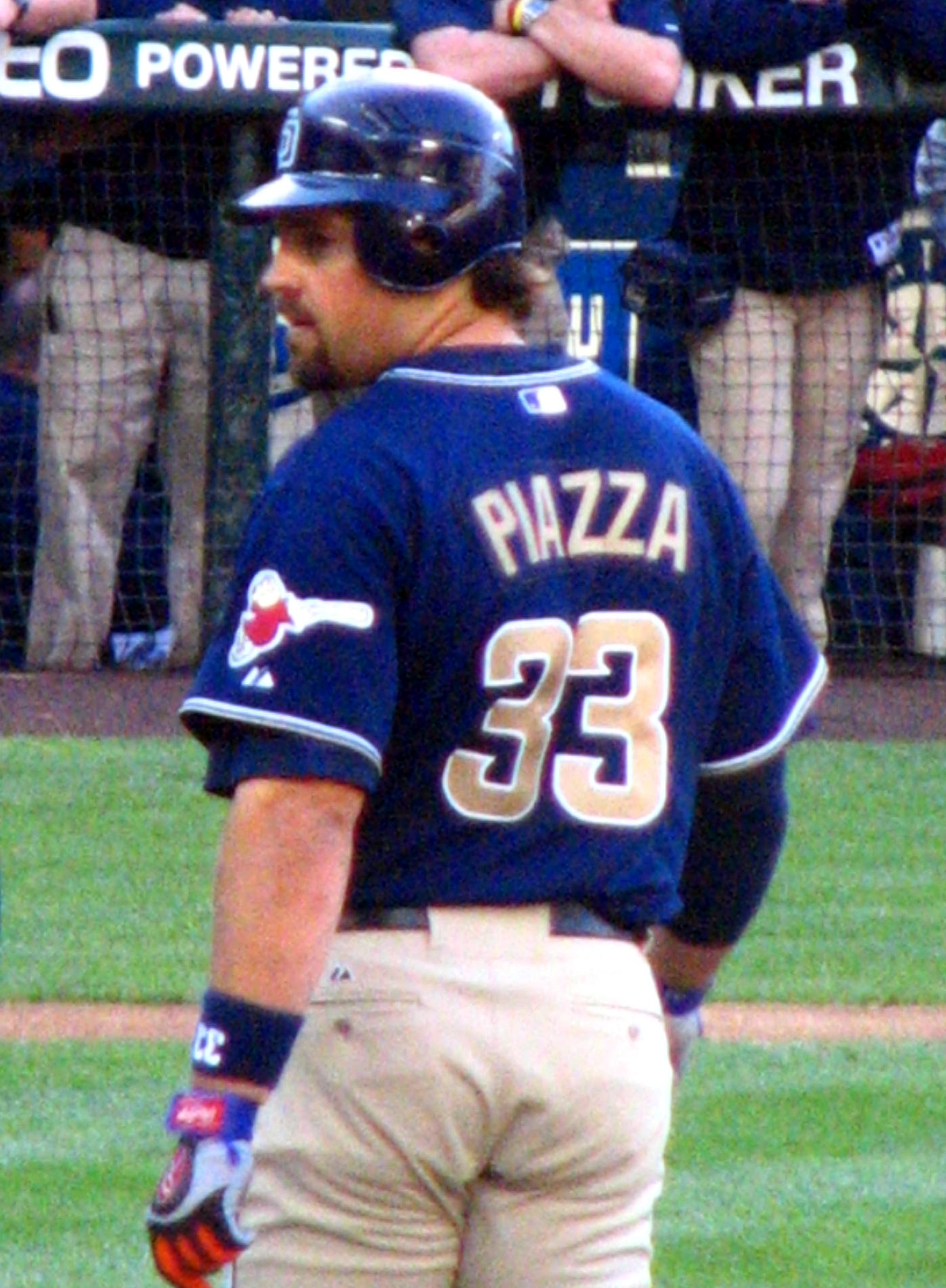
パドレス時代(2006年)

2006年4月26日MLBで本塁打の最も出にくい球場の一つに数えられるサンディエゴ・パドレスの本拠地ペトコ・パークで通算400本塁打も達成している。

### アスレチックス時代、引退まで
2006年12月にオークランド・アスレチックスは「捕手としては限界に達しているが、打撃面で十分戦力になる」と踏み、フランク・トーマスに代わる指名打者として1年契約で合意した。2007年は怪我で83試合しか出場できず、打率.275、8本塁打、44打点に終わった。
2007年シーズン終了後にフリーエージェントとなったが獲得に動く球団はなく、2008年5月20日に現役引退を発表した。

### 引退後
引退後は2009 ワールド・ベースボール・クラシック、2013 ワールド・ベースボール・クラシックのイタリア代表のコーチに就任している。その後も第二の母国であるイタリア野球のために精力的に活動しており、ヨーロッパ野球の振興に尽力している。

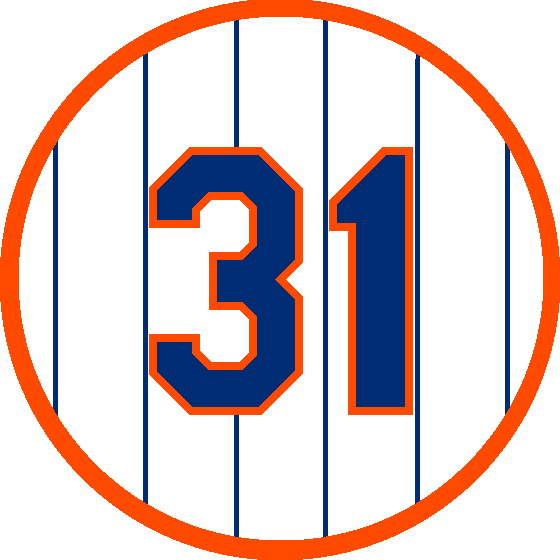
ピアッツァのメッツ在籍時の背番号「31」。
ニューヨーク・メッツの永久欠番に2016年指定・

2016年1月6日、有資格者となってから4度目の投票で83.0%の得票を得てアメリカ野球殿堂入りが決定した。MLB史上初のドラフト最下位指名での殿堂入りとなり、同時に殿堂入りしたケン・グリフィー・ジュニアとの順位差は歴代の殿堂入り選手の中でも最も開いていた。WBC代表選手の殿堂入りとしても初である。また、殿堂のプレートの帽子はメッツの帽子となり、同年1月25日、古巣メッツはピアッツァの在籍時の背番号『31』を永久欠番に指定することを発表し、同年7月30日に欠番表彰式が行われた。
2019年11月13日、2020年の欧州選手権および2021 ワールド・ベースボール・クラシックのイタリア代表監督への就任に合意したことが発表された。
2022年3月23日、2023 ワールド・ベースボール・クラシックのイタリア代表監督に就任。

## 選手としての特徴
捕手の本塁打記録を持っている通り、打撃面ではMLB史上最高の捕手であるといわれる。新人王に輝いた1993年から2002年までの間、ストライキで短縮シーズンだった1994年を除けば毎年30本塁打、90打点以上を記録している。この10年間は、全てシルバースラッガー賞を獲得した。特に圧倒的だったのが1997年で、打率.362、40本塁打、124打点と打撃三部門でいずれも4位以内につけていた。MVP投票でも2位に付けている。更にキャリアの大半をロサンゼルス・ドジャース、ニューヨーク・メッツで過ごしているが、これらの本拠地はいずれも打者不利といわれており（更に晩年所属したパドレスのペトコ・パークもアスレチックスのマカフィー・コロシアムも打者不利の球場として著名）、このこともピアッツァの打撃評価を引き上げている。
守備面での評価は低い。特に盗塁阻止率が非常に低く、年間で三桁の盗塁を許したことが八度もある。ゴールドグラブ賞は打撃の良い選手が優遇されるという傾向があるが、一度も選出されることはなかった。NPB史上最強の捕手と名高い古田敦也は、キャッチングとスローイングだけなら自分の方が優れていたと評価している。
しかしながら近年のセイバーメトリクスは異なった知見を提供している。盗塁阻止能力は確かに低かったものの、フレーミング（球審に際どい球をストライクと判定させる能力）や後逸阻止といった能力ではむしろ優れており、総体として守備面でも優秀な捕手だった可能性を示している。
一塁手としてはバウンド捕球に難があり、選手生活の晩年はほとんどがDHでの出場だった。

## 人物

### 薬物疑惑
アマチュア時代は全くの無名選手であり、マイナーでも最初の2年間はパッとしない成績だったが、その翌年の1991年から長打力が著しく向上して急激に成績を上げ、メジャー屈指の打撃を誇る捕手へと成長した経緯もあり、禁止薬物を使用していたのではないかという疑惑がある。確たる証拠はないが、ステロイド使用者に多く見られるように背中に多数の痤瘡があったことは有名で、成績が低下し始めた時期がドーピング検査の開始と重なるという指摘もある（ただし、成績低下は30代後半に差し掛かる時期であり、単なる衰えとも考えられる）。
2013年1月に初めて対象になったアメリカ野球殿堂入りの投票では得票率57.8%に留まり、殿堂入りに必要な75%に達しなかった。ステロイド使用が確定しているバリー・ボンズに投票した記者からは8割以上の支持を得たのに対し、ボンズに投票しなかった記者からの支持率は4割台に留まったことから、薬物疑惑が影響したのは明らかであった。ピアッツァは翌月に出版される自伝において、禁止薬物の使用を明確に否定した。

### 私生活
現役時代からゲイであるという噂が根強く流れ、本人は否定したばかりか女優のデビー・ダニングや元プレイメイトのDarlene Bernaolaなど多くの女性との交際が明らかになっていたが、それさえ「性的指向を偽装するため」などと喧伝された。2005年にやはり元プレイメイトのアリシア・リクターと結婚し2子がいる。

### 日本での知名度
ピアッツァは日本でも名が知られている選手である。野茂英雄が渡米した際にはドジャースの正捕手として、またピアッツァがやはり日本でもお馴染みのボビー・バレンタイン監督（当時）が率いるメッツに移籍した際と、その12日後に野茂がメッツに移籍して再びチームメイトとなった際、更に新庄剛志がメッツに入団してピアッツァとチームメイトになった（2001年の移籍時と2003年の復帰時）際にも、日本で新聞やニュースで報道されていた。

## 詳細情報

### 年度別打撃成績
| 年 度      | 球 団      | 試 合 | 打 席 | 打 数 | 得 点 | 安 打 | 二 塁 打 | 三 塁 打 | 本 塁 打 | 塁 打 | 打 点 | 盗 塁 | 盗 塁 死 | 犠 打 | 犠 飛 | 四 球 | 敬 遠 | 死 球 | 三 振 | 併 殺 打 | 打 率 | 出 塁 率 | 長 打 率 | O P S |
| ---------- | ---------- | ----- | ----- | ----- | ----- | ----- | -------- | -------- | -------- | ----- | ----- | ----- | -------- | ----- | ----- | ----- | ----- | ----- | ----- | -------- | ----- | -------- | -------- | ----- |
| 1992       | LAD        | 21    | 74    | 69    | 5     | 16    | 3        | 0        | 1        | 22    | 7     | 0     | 0        | 0     | 0     | 4     | 0     | 1     | 12    | 1        | .232  | .284     | .319     | .603  |
| 1993       | LAD        | 149   | 602   | 547   | 81    | 174   | 24       | 2        | 35       | 307   | 112   | 3     | 4        | 0     | 6     | 46    | 6     | 3     | 86    | 10       | .318  | .370     | .561     | .931  |
| 1994       | LAD        | 107   | 441   | 405   | 64    | 129   | 18       | 0        | 24       | 219   | 92    | 1     | 3        | 0     | 2     | 33    | 10    | 1     | 65    | 11       | .319  | .370     | .541     | .911  |
| 1995       | LAD        | 112   | 475   | 434   | 82    | 150   | 17       | 0        | 32       | 263   | 93    | 1     | 0        | 0     | 1     | 39    | 10    | 1     | 80    | 10       | .346  | .400     | .606     | 1.006 |
| 1996       | LAD        | 148   | 631   | 547   | 87    | 184   | 16       | 0        | 36       | 308   | 105   | 0     | 3        | 0     | 2     | 81    | 21    | 1     | 93    | 21       | .336  | .422     | .563     | .985  |
| 1997       | LAD        | 152   | 633   | 556   | 104   | 201   | 32       | 1        | 40       | 355   | 124   | 5     | 1        | 0     | 5     | 69    | 11    | 3     | 77    | 19       | .362  | .431     | .638     | 1.069 |
| 1998       | LAD        | 37    | 161   | 149   | 20    | 42    | 5        | 0        | 9        | 74    | 30    | 0     | 0        | 0     | 1     | 11    | 4     | 0     | 27    | 3        | .282  | .329     | .497     | .826  |
| 1998       | FLA        | 5     | 19    | 18    | 1     | 5     | 0        | 1        | 0        | 7     | 5     | 0     | 0        | 0     | 1     | 0     | 0     | 0     | 0     | 0        | .278  | .263     | .389     | .652  |
| 1998       | NYM        | 109   | 446   | 394   | 67    | 137   | 33       | 0        | 23       | 239   | 76    | 1     | 0        | 0     | 3     | 47    | 10    | 2     | 53    | 12       | .348  | .417     | .607     | 1.024 |
| '98計      | NYM        | 151   | 626   | 561   | 88    | 184   | 38       | 1        | 32       | 320   | 111   | 1     | 0        | 0     | 5     | 58    | 14    | 2     | 80    | 15       | .328  | .390     | .570     | .960  |
| 1999       | NYM        | 141   | 593   | 534   | 100   | 162   | 25       | 0        | 40       | 307   | 124   | 2     | 2        | 0     | 7     | 51    | 11    | 1     | 70    | 27       | .303  | .361     | .575     | .936  |
| 2000       | NYM        | 136   | 545   | 482   | 90    | 156   | 26       | 0        | 38       | 296   | 113   | 4     | 2        | 0     | 2     | 58    | 10    | 3     | 69    | 15       | .324  | .398     | .614     | 1.012 |
| 2001       | NYM        | 141   | 573   | 503   | 81    | 151   | 29       | 0        | 36       | 288   | 94    | 0     | 2        | 0     | 1     | 67    | 19    | 2     | 87    | 20       | .300  | .384     | .573     | .957  |
| 2002       | NYM        | 135   | 541   | 478   | 69    | 134   | 23       | 2        | 33       | 260   | 98    | 0     | 3        | 0     | 3     | 57    | 9     | 3     | 82    | 26       | .280  | .359     | .544     | .903  |
| 2003       | NYM        | 68    | 273   | 234   | 37    | 67    | 13       | 0        | 11       | 113   | 34    | 0     | 0        | 0     | 3     | 35    | 3     | 1     | 40    | 11       | .286  | .377     | .483     | .860  |
| 2004       | NYM        | 129   | 528   | 455   | 47    | 121   | 21       | 0        | 20       | 202   | 54    | 0     | 0        | 0     | 3     | 68    | 14    | 2     | 78    | 14       | .266  | .362     | .444     | .806  |
| 2005       | NYM        | 113   | 442   | 398   | 41    | 100   | 23       | 0        | 19       | 180   | 62    | 0     | 0        | 0     | 0     | 41    | 6     | 3     | 67    | 7        | .251  | .326     | .452     | .778  |
| 2006       | SD         | 126   | 439   | 399   | 39    | 113   | 19       | 1        | 22       | 200   | 68    | 0     | 0        | 0     | 3     | 34    | 2     | 3     | 66    | 13       | .283  | .342     | .501     | .843  |
| 2007       | OAK        | 83    | 329   | 309   | 33    | 85    | 17       | 1        | 8        | 128   | 44    | 0     | 0        | 0     | 2     | 18    | 0     | 0     | 61    | 9        | .275  | .313     | .414     | .727  |
| 通算：16年 | 通算：16年 | 1912  | 7745  | 6911  | 1048  | 2127  | 344      | 8        | 427      | 3768  | 1335  | 17    | 20       | 0     | 45    | 759   | 146   | 30    | 1113  | 229      | .308  | .377     | .545     | .922  |

- 各年度の太字はリーグ最高

### 表彰
- 新人王：1993年
- シルバースラッガー賞：10回（1993年 - 2002年）
- オールスターMVP：1996年

### 記録
- MLBオールスターゲーム選出：12回（1993年、1994年、1995年、1996年、1997年、1998年、1999年、2000年、2001年、2002年、2004年、2005年）

### 代表歴
- 2006 ワールド・ベースボール・クラシック・イタリア代表